# Version 6 Unix
UNIX第六版（英語：Version 6 Unix，簡稱 V6），由貝爾實驗室於1975年5月釋出的UNIX作業系統，是第一個對外公開的UNIX版本，主要運行在DEC PDP-11系列的小型計算機（Minicomputer）家族。前身為Version 5 Unix，後繼版本為1978年至1979年釋出的Version 7 Unix，但是直到1985年為止，Version 6 Unix 仍然在運作。
Version 5 Unix這個版本，AT&T公司只授權給學術機構使用。Version 6 Unix以$200美元授權給學校，除學術機構外，也可以以美金$20,000的價格授權商業使用。